# 幸せな結末/恋するふたり
『幸せな結末 / 恋するふたり』（しあわせなけつまつ こいするふたり）は、2007年9月21日に発売された大滝詠一の7インチ・シングル。

## 解説
1997年発売の「幸せな結末」10周年を記念してのアナログ・シングル化。2003年に同じくシングルのみで発売された「恋するふたり」をカップリングに収録。アナログ・マスターを使用した完全生産限定。ナイアガラ・レーベルとしては1985年リリースの「フィヨルドの少女 / バチェラー・ガール」以来21年ぶりのアナログ盤リリースとなった。

## アートワーク
ジャケットは、表面に「幸せな結末」をリサイズ、リデザインが施され、裏面は「恋するふたり」になっている。

## 収録曲

### SIDE A
1. 幸せな結末
  - 作詞：多幸福、作曲：大瀧詠一、編曲：井上鑑
  - エンディング部分をはじめとして細部に変更が加えられた。

### SIDE B
1. 恋するふたり
  - 作詞：多幸福、作曲：大瀧詠一、編曲：井上鑑
  - アナログ盤のエンディングはオールタイム・ベスト『Best Always』の初回限定盤のボーナス・ディスク収録のカラオケで再現された。

## リリース日一覧
| 地域 | タイトル                  | リリース日    | レーベル               | 規格               | カタログ番号 | 備考                                     |
| ---- | ------------------------- | ------------- | ---------------------- | ------------------ | ------------ | ---------------------------------------- |
| 日本 | 幸せな結末 / 恋するふたり | 2007年9月21日 | NIAGARA ⁄ Sony Records | 7"シングルレコード | SRKL 3040    | アナログ・マスター使用。完全生産限定盤。 |